# North-Western (Zambia)
North-Western eller Nordvestprovinsen er en af  Zambias 10 provinser. Den dækker et område på 125.826 km², har en befolkning på 1.278.357 og en befolkningstæthed på 20 indb/km² i 2022. Det er den tyndest befolkede provins i landet. Provinshovedstaden er Solwezi. Læsefærdigheden lå på 63 procent i 2010 mod et landsgennemsnit på 70,2 procent. Landbefolkningen udgjorde 77,45%, mens bybefolkningen var 22,55%.
Landbrug er hovederhverv, og Durra er den største afgrøde i provinsen med 1.038 tons, hvilket udgjorde 8,98% af den nationale produktion. Arbejdsløsheden var  i 2008 14 procent, og den generelle arbejdsløshed for unge lå på 31 procent. Zambezi Lufthavn, Solwezi Lufthavn og Kalumbila Lufthavn er de eneste tre lufthavne i provinsen, og der er andre små landingsbaner på tværs af provinsen, såsom Mukinge Airstrip i Kasempa, Kabanda Airstrip i Mufumbwe, Chitokoloki Airstrip i Zambezi, Kawiku Airstrip i Mwinilunga, Kalene Airstrip i Ikelenge, Luamfula Airstrip i Mushidamo og Kyanika Airstrip i Kalumbila.

## Geografi
Den nordvestlige provins grænser op til Angola i vest, Demokratiske Republik Congo (DR Congo) i nord, Copperbeltprovinsen i øst,  Centralprovinsen i den sydøstlige del, og Westernprovinsen i den sydvestlige del.
Provinsens generelle topografi er karakteriseret ved hævede plateauer. Den generelle højde af nationen som helhed er rettet mod vest til øst fra Kalahari-bassinet, faldene fra det øvre Congo mod Zambezi-depressionen i syd.